# Аркан, Габриель
Габриель Аркан (фр. Gabriel Arcand; род. 4 июня, 1949, Дешамбо-Грондин, Канада) — канадский актёр.

## Биография
Габриель Аркан родился 4 июня 1949 года в городе Дешамбо-Грондин, Квебек, Канада. Он является младшим братом кинорежиссёра Дени Аркана. В кино начал сниматься в начале 1970-х годов, сыграв роли почти в 50-ти кино- и телефильмах.
За актёрское мастерство Габриель Аркан неоднократно был номинирован и трижды получил кинопремию Канадской академии кино и телевидения: в 1985 году в качестве лучший актёр (за роль Овидия Плуфа в фильме «Преступление Овидия Плуфа») и в 2014 году («Аукцион»); в 1987 году — как лучший актёр второго плана в фильме своего брата Дени Аркана «Закат американской империи».
В 2017 году за роль Пьера Лесажа в французско-канадском фильме режиссёра Филиппа Льоре «Сын Жана» Габриель Аркан был номинирован на получение французской национальной кинопремии «Сезар» в категории «Лучший актер второго плана».